# Be Kind
"Be Kind" é uma canção do produtor americano Marshmello e da cantora Halsey. Foi lançada como single pela Joytime Collective, Astralwerks e Capitol Records em 1 de maio de 2020. A canção foi comercialmente bem-sucedida, chegando ao top 20 na Austrália, Bélgica, Canadá, Letônia, Lituânia, Malásia, Escócia e Cingapura. Bem como o top 40 na República Tcheca, Estônia, Hungria, Irlanda, Holanda, Nova Zelândia, Noruega, Reino Unido e nos países de Halsey e Marshmello, nos Estados Unidos.
Um remix da música do DJ Surf Mesa foi lançado em 17 de junho de 2020. Outro remix da música do DJ Jacques Lu Cont foi lançado em 26 de junho de 2020. Um terceiro remix da música do DJ Joy Club foi lançado em 10 de julho de 2020.